# باسنویل
باسنویل (به فرانسوی: Basseneville) یک کمون در فرانسه است که در canton of Dozulé واقع شده‌است. باسنویل ۱۰٫۵۹ کیلومتر مربع مساحت دارد ۶ متر بالاتر از سطح دریا واقع شده‌است.